# Pristiphora abbreviata
Pristiphora abbreviata är en stekelart som först beskrevs av Hartig.  Pristiphora abbreviata ingår i släktet Pristiphora och familjen bladsteklar. Inga underarter finns listade i Catalogue of Life.